# Parlamentswahl in St. Lucia 1974
Die Parlamentswahl in St. Lucia 1974 (englisch General elections) waren die zehnten Parlamentswahlen in St. Lucia.

## Wahl
Die Wahl fand am 7. Mai 1974 statt. Sieger war die United Workers Party, welche zehn der siebzehn Sitze errang. Die Wahlbeteiligung lag bei 84,1 %.
| Partei                    | Stimmen | %    | Sitze |
| ------------------------- | ------- | ---- | ----- |
| United Workers Party      | 17.300  | 53,4 | 10    |
| Saint Lucia Labour Party  | 14.554  | 44,5 | 7     |
| Unabhängige               | 650     | 2    | 0     |
| Invalid/blank votes       | 950     | –    | –     |
| Total                     | 33.498  | 100  | 17    |
| Registered voters/turnout | 39.815  | 84,1 | –     |
| Source: Nohlen, PDBA      |         |      |       |